# 량자치
량자치(梁嘉琪, 양가기, 영문명 Kaki Leung, 1981년 7월 14일 ~ )는 중화인민공화국 홍콩 특별행정구의 여성 영화배우, 연극배우, 텔레비전 연기자, 광고 모델, 방송인이다.

## 생애
홍콩에서 출생하였으며 지난날 한때 마카오에서 잠시 유아기를 보낸 적이 있는 그녀는 1999년 영화 《양광경찰(陽光警察)》로 영화배우로 데뷔하였으며 2004년 연극배우 데뷔하였고 2008년부터는 텔레비전 드라마에도 출연하기 시작하였다.